# Andrzej Ręgowski
Andrzej Ręgowski – polski informatyk oraz urzędnik administracji celnej i państwowej, w latach 2012–2014 podsekretarz stanu w Ministerstwie Administracji i Cyfryzacji.

## Życiorys
Absolwent Wydziału Elektroniki Politechniki Warszawskiej.
Od 1990 związany z administracją państwową, zajmuje się przede wszystkim kwestiami informatyzacji, współpracy unijnej i systemem celnym. Był przez wiele lat doradcą prezesa Głównego Urzędu Ceł, następnie – dyrektorem Departamentu Administracyjno-Inwestycyjnego tego urzędu i w latach 1999–2002 – pełnomocnikiem prezesa GUC ds. informatyzacji administracji celnej. Należał do współautorów „Strategii działania administracji celnej do 2002 roku” oraz „Strategii informatyzacji administracji celnej do 2002 roku”. Pracował również przy programach unijnych, m.in. kierując działaniami związanymi z PHARE oraz inicjatywach ujednolicających działalność służb celnych państw-członków. W 1994 odbył staż w Dyrekcji Generalnej XXI w Komisji Europejskiej (TAXUD).
W latach 2003–2010 pracował jako ekspert w projektach na rzecz administracji państwowych w krajach przygotowujących się do członkostwa: na Słowacji, w Rumunii, Macedonii, Turcji i na Litwie. Pod koniec 2010 rozpoczął pracę w Ministerstwie Finansów i został pełnomocnikiem szefa Służby Celnej ds. Programu e-cło.
27 kwietnia 2012 powołany na stanowisko podsekretarza stanu w Ministerstwie Administracji i Cyfryzacji, odpowiedzialnego m.in. za cyfryzację administracji państwowej i system ePUAP. Odwołany z funkcji 24 stycznia 2014. Został później pracownikiem Departamentu Zarządzania Strategicznego w Ministerstwie Finansów i od lutego 2016 jego wicedyrektorem. Objął także funkcję zastępcy dyrektora Departamentu Służby Celnej w tym resorcie. Zasiadł w radzie programowej studiów podyplomowych Politechniki Warszawskiej. Od 2020 Kierownik Zespołu Architektury Informacyjnej Państwa w NASK.